# Sinagoga din Caransebeș
Sinagoga Neologă "Beit El" din Caransebeș (numită și Templul Izraelit) este un lăcaș de cult evreiesc din municipiul Caransebeș (județul Caraș-Severin), localizat pe Str. Orșovei nr. 2B, în intersecția Eroilor, lângă sediul BCR. Ea a fost construită între anii 1893-1894 în stil neogotic.
Sinagoga din Caransebeș a fost inclusă pe lista monumentelor istorice din județul Caraș-Severin din anul 2004, având codul de clasificare  CS-II-m-B-11085.

## Lucrări de reabilitare
În luna iunie anul 2015 au fost începute lucrări de reabilitare la fațada exterioară a templului. Lucrările au fost efectuate cu sprijinul financiar al Federației Comunitaților Evreiești din Romania și al Comunitații Evreilor Lugoj. Aceasta a fost redeschisă pentru serviciul religios în anul 2018.

## Istoric
Primii evrei din Caransebeș sunt atestați în anul 1819 pe atunci trăind în oraș un număr de 50 de persoane. Numărul membrilor comunității izraelite a sporit constant pe măsura trecerii anilor, ajungând în jurul anului 1870 la 70 și în perioada interbelică la 400. După cel de-al Doilea Război Mondial, populația evreiască din oraș a scăzut la câteva zeci de persoane, iar în prezent au mai rămas în jur de 20 de evrei.
Sinagoga din Caransebeș a fost construită în perioada anilor 1893-1894 în stil neogotic, cu adăugiri aparținând altor stiluri arhitectonice. Ea are o suprafață de 191 m².
În această sinagogă au activat ca rabini Dr. Horowitz (1906-1914), Dr. Ernest Deutsch (1914-1925), Dr. Taubes, Dr. Schulsohn. Începând cu anii 1970, ca urmare a scăderii numărului de enoriași, comunitatea evreilor din Caransebeș nu a mai avut un rabin propriu, aici sosind la diferite ocazii prim-rabinul Timișoarei, Dr. Ernest Neumann. Sinagoga este și acum deschisă, fiind un monument de istorie a evreilor care trăiesc în oraș. Sinagoga este una din clădirile cele mai distinctive și originale în oraș. Printre elementele sale caracteristice sunt cele două turnuri subțiri cu Steaua lui David în vârf.
În ultimul an comunitatea evreiasca a cunoscut o perioadă de redresare, concretizăndu-se prin reintegrarea unor noi membri evrei în cadrul obștei.
În ultimii ani în sinagogă au avut loc concerte de orgă și evenimente dedicate cinstirii memoriei victimelor Holocaustului, evenimente organizate de Comunitatea Evreilor Lugoj, organizația care administrează edificiul. 
În lista sinagogilor din România publicată în lucrarea Seventy years of existence. Six hundred years of Jewish life in Romania. Forty years of partnership FEDROM – JOINT, editată de Federația Comunităților Evreiești din România în anul 2008, se preciza că Sinagoga din Caransebeș nu mai era în funcțiune.